# زاميا متقشرة
زاميا متقشرة (الاسم العلمي:Zamia furfuracea) هي نوع من النباتات تتبع جنس الزاميا من الفصيلة الزامية.